# Petra (romváros)

A város fekvése

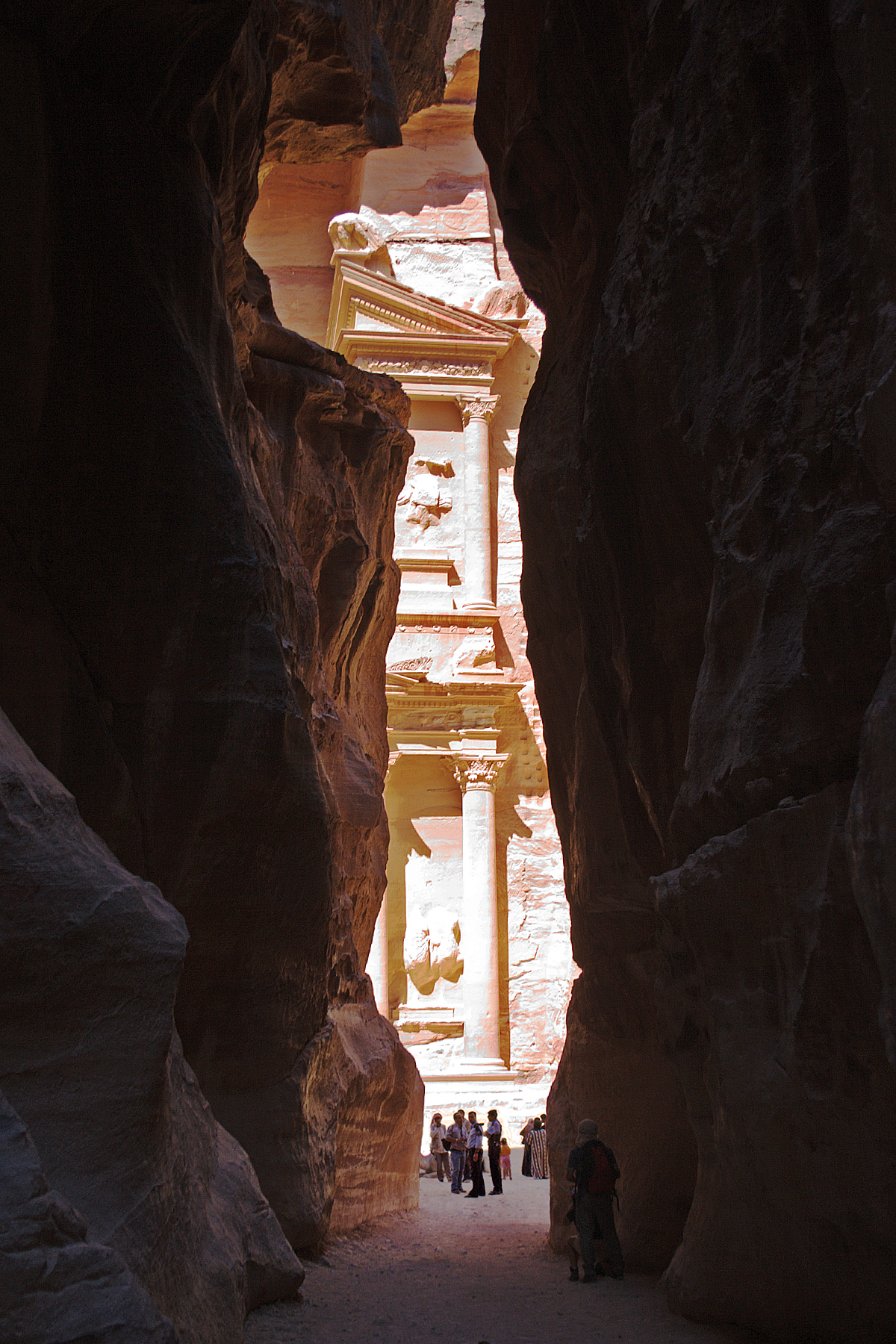
Petra megpillantása

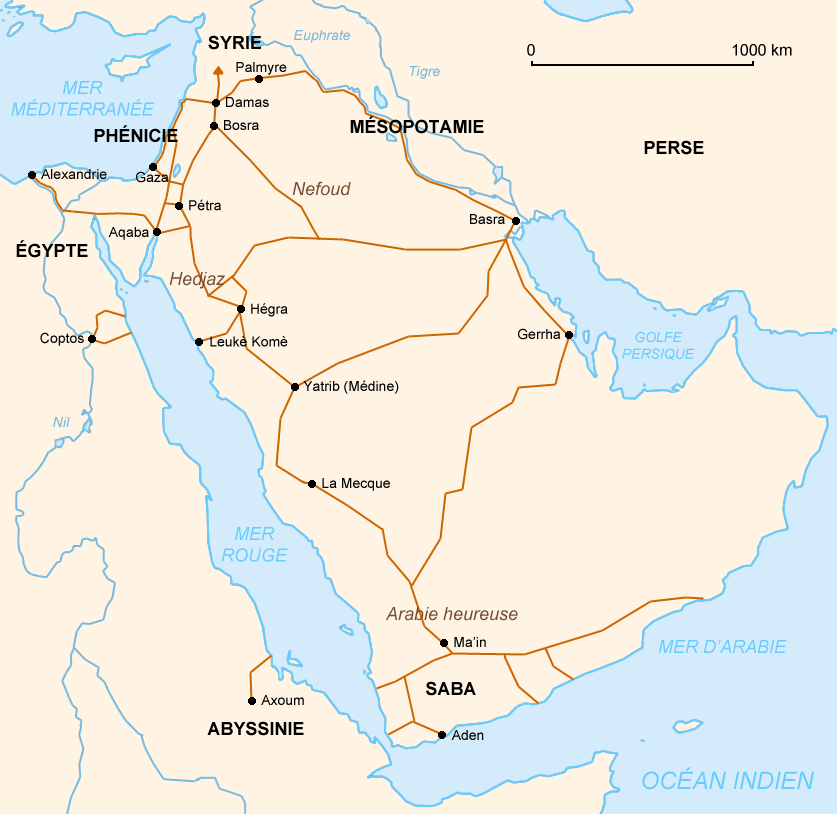
A nabateusok vándorlásának útvonalai

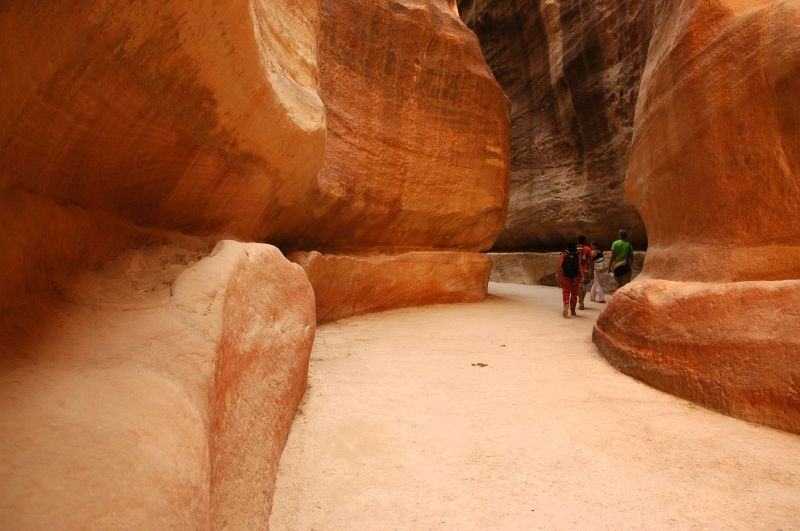
Felszíni vízvezeték

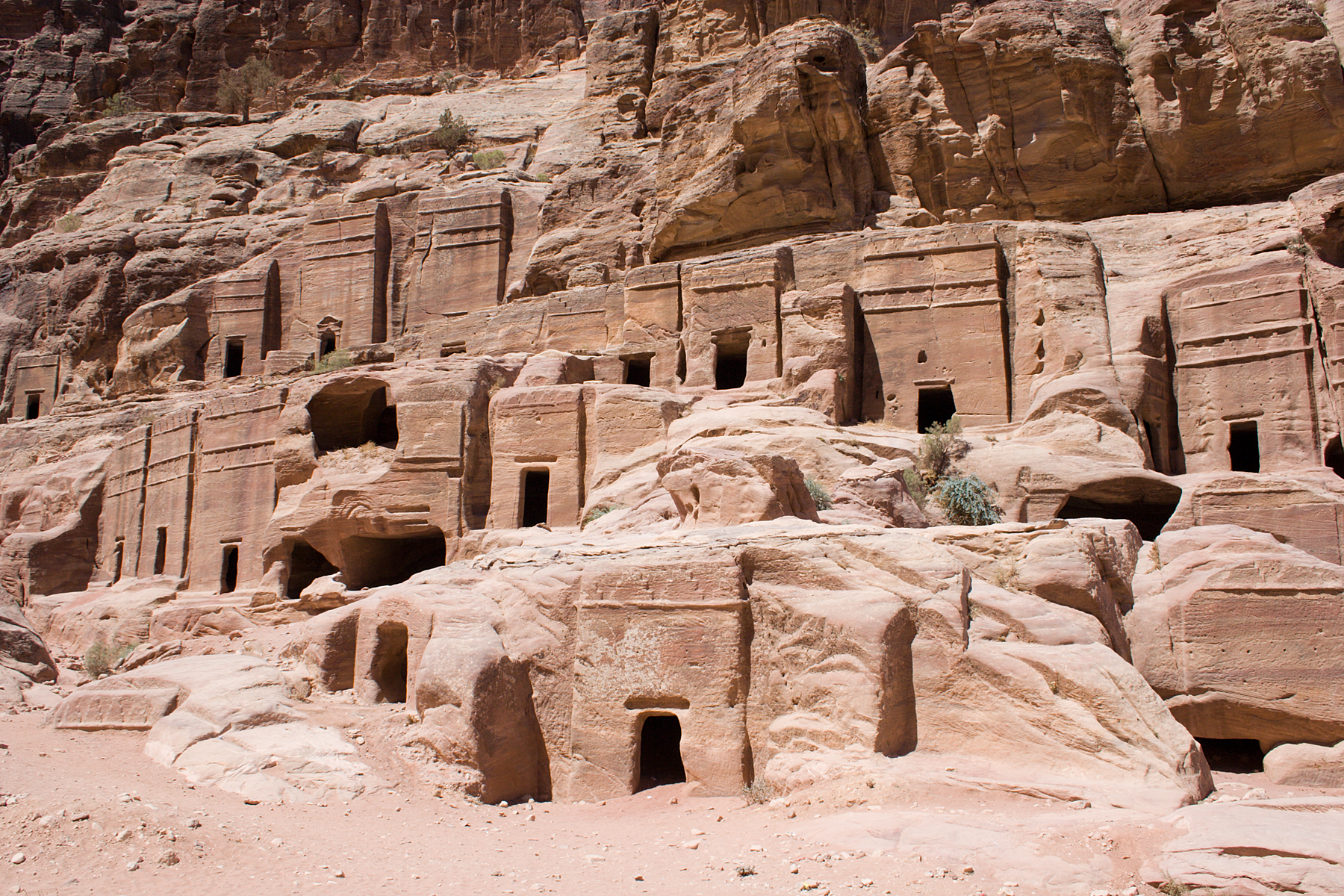
A sziklasírok városa

Petra (görögül: „szikla”, arab neve: البتراء, al-Butrá) romváros Jordániában. A sivatag sziklái között megbúvó egykori karavánközpont egy arab néptörzs, a nabateusok virágzó fővárosa volt. A 7. századtól hanyatlásnak indult, fokozatosan elnéptelenedett és csupán a beduin pásztorok tudtak létezéséről. Utolsó európai látogatói a keresztes lovagok voltak, majd 1812-ben Jean Louis Burckhardt svájci felfedező egyik útja során kalandos körülmények között ismét rátalált. A sziklából kifaragott város romjai, hatalmas sírtemplomai és varázslatos természeti környezete egyedülálló komplexumot alkotnak. Petra 1985 óta az UNESCO kulturális világörökségi helyszíneinek egyike. 
Rózsavörös város – feleannyi idős, mint az örökkévalóság

## Fekvése és jelentősége
Köves-Arábiában, a Holt-tenger és az Akabai-öböl között, Ammántól 190 kilométerre délre emelkedik Dzsebel el-Hubsza homokkő sziklákból álló gyűrűje, amelyet a Vádi Músza („Mózes völgye”) és egy kis patak szel át. Ebben az elszigetelt, nehezen megközelíthető sziklafalaktól bezárt völgyben két ősi karavánút keresztezte egymást: az egyik észak-déli irányban haladt Damaszkuszból, illetve Dél-Arábiából (tömjénút), a másik kelet-nyugati irányban a Perzsa-öbölből, illetve Egyiptomból.
Védett fekvése és jó vízellátottsága révén egy mesterséges oázis épült itt – Petra. A település az i. e. 5. és az i. sz. 3. század között fontos kereskedelmi csomópont volt. A városba vezető mély és szűk Szik szurdok – 1600 méter hosszú, egyes helyeken mindössze 2 méter széles, meredek falai pedig 80-90 méter magasak (a látogatók is csak gyalog vagy lovak/öszvérek húzta szekéren jutottak el ide, illetve 2021 óta a PETA tiltakozását követően, állatvédelmi okok miatt elektromos járművekkel) – védelmet biztosított. A sziklák között fakadó patak vize – amelyet a legendák szerint Mózes fakasztott egyetlen botütéssel, amikor Egyiptomból kivonulva népével megpihent itt – az életet biztosította.

## Éghajlata
Petra környékén félszáraz éghajlat uralkodik. A csapadék a téli félévben (késő ősztől tavaszig) hull le.
| Hónap                                  | Jan. | Feb. | Már. | Ápr. | Máj. | Jún. | Júl. | Aug. | Szep. | Okt. | Nov. | Dec. | Év   |
| -------------------------------------- | ---- | ---- | ---- | ---- | ---- | ---- | ---- | ---- | ----- | ---- | ---- | ---- | ---- |
| Átlagos max. hőmérséklet (°C)          | 11,0 | 13,1 | 16,6 | 20,9 | 25,1 | 28,6 | 29,8 | 30,0 | 28,1  | 24,6 | 18,2 | 13,4 | 21,7 |
| Átlagos min. hőmérséklet (°C)          | 2,2  | 2,8  | 5,6  | 8,7  | 11,7 | 14,1 | 16,1 | 16,5 | 14,2  | 11,2 | 7,1  | 3,4  | 9,5  |
| Átl. csapadékmennyiség (mm)            | 45   | 38   | 36   | 12   | 4    | 0    | 0    | 0    | 0     | 2    | 15   | 41   | 193  |
| Forrás: Climate-Data.org, Climate data |      |      |      |      |      |      |      |      |       |      |      |      |      |

## A város neve
A város eredeti neve vitatott. A hagyomány szerint I. e. 1000 előtt az Ézsau leszármazottainak tartott edomiták éltek a környéken. A vidék bibliai neve Edom, melynek jelentése „vörös”.
Iosephus Flavius: A zsidók története (Antiquitates Judaicae) című műve (iv. 7, 1~ 4, 7) alapján az arabok metropoliszának sémi (arámi) neve Rakmu; továbbá a rabbinikus irodalomban: a Holt-tengeri tekercsekben és Kaiszareiai Euszebiosz és Szent Jeromos névjegyzékében, az Onomasztikonban (286, 71. 145, 9; 228, 55. 287, 94) a város neve Reqem vagy Rekem, jelentése: „vörös”, „színes”.
Másrészt az Ószövetségben a Bírák könyve (1,36) és A királyok második könyve (14,7) is említ egy edomiták lakta, Szela nevű helyet, ami héberül azt jelenti: „szikla”. Valószínűleg ezt az elnevezést fordították görögre – szikla, azaz Petra – amely néven Sztrabón és idősebb Plinius írásaiban a nabateusok fővárosáról olvashatunk.

## Története
A város története szorosan összefonódik a nabateusok történelmével. Eredeti írásos emlék alig maradt ránk, így a nép és a város történetét közvetett források, a Biblia, valamint görög és római irodalmi, történelmi és földrajzi művek leírásai, illetve utalásai alapján állíthatjuk össze.

### A korai betelepülés
A régészeti kutatások eredményei szerint az Akaba és a Holt-tenger között elterülő szakadékokkal tagolt völgyterület időszakosan, már a kőkorszak (I. e. 9. évezred) óta lakott volt. A Biblia alapján a térséget I. e. 1500 körül a hurrik majd az edomiták népesítették be. Az I. e. 6-5. század között egy belső Arábiából indult sémi nép, a nabateusok hódították meg Edomot és ellenőrzésük alá vonták a selyemút Damaszkusztól az Akabai-öbölig húzódó szakaszán folyó kereskedelmet.
„A nabateus törzs névadója a feltételezések szerint Nebajoth, aki Izmael tizenkét fiának egyike volt. Izmael (arabul Iszmáíl) Ábrahámnak Hágártól született fia, akit az arab nép ősatyjának tartanak. Utódai széltében-hosszában benépesítették az Arab-félszigetet, ahonnan nagyrészt az iszlám térhódítása során rajzottak ki a Közel-Keletre és Észak-Afrikába. Az arámi nyelvet beszélő nabateusok a félsziget déli részéről, Szabából kiindulva vándoroltak Észak felé, i. e. 580-ban meghódították Edomot, amelynek területén letelepedtek, felhagyva addigi nomád életmódjukkal.” A nabateusok – Szábai hagyományaikat követve – az észak-déli karavánút védelmezői, valamint a völgy három szerájában időző karavánok és áruik őrzői lettek. A karavánokra kirótt adókból és az ellátásukra fordított szolgáltatásokból gazdagodtak meg. Később – kb. az i. e. 4. századtól – maguk is kereskedni kezdtek; fő árucikkük az élelem és az ivóvíz mellett a dél-arábiai tömjén volt. A tömjénfa gyantája különösen értékes vallásos áldozati ajándék és gyógyhatású szer volt az antik világban. Ám a kor minden luxuscikke – fűszerek és selyem Indiából, elefántcsont, szőrme és bőr Afrikából, Vörös-tengeri igazgyöngy és ezüst – eljutott ide.
I. e. 312-ben Nagy Sándor egyik utóda, I. Antigonosz megtámadta Petrát, de a város elzárt fekvésének köszönhetően lakói sikeresen visszaverték a támadást. A diadokhoszok legyőzése után a kereskedők luxuspihenőhelye, Petra a nabateusok fővárosa lett.

### Virágkor
Petra i. e. 200 – i. sz. 100 között élte virágkorát. A fővárosban – a sivatagi nomád népek szokásainak továbbfejlesztésével, egyedi építészeti stílust teremtve – a nabateusok a kőfalakból faragták ki elegáns, monumentális épületeiket, templomaikat, fürdőiket, lakóházaikat és sírboltjaikat. Tökélyre fejlesztették fazekas, kőfaragó és ciszternaépítő tudományukat. A sziklák között fakadó patak vizét ötletes felszíni és föld alatti csatornákból és víztározókból álló rendszerrel vezették a városba, hogy a rendelkezésre álló víz minden cseppjét megőrizzék. A város felvirágzásával a politikai hatalom is megszilárdult, I. Aretasz uralkodása alatt i. e. 168-tól stabil királyság alakult ki. A király és utódai sikeresen ellenálltak mind a Babiloni Birodalom helyén alapított Szeleukida Királyság, mind pedig az alexandriai központú ptolemaida uralkodók sorozatos hódító támadásainak. A nabateusok birodalma III. Aretasz Philhellén uralkodása (i. e. 87–62) idején érte el legnagyobb kiterjedését: meghódította Damaszkuszt, majd belekeveredett a Júdea uralmáért vetekedő Hasmónius dinasztiabeli II. Hürkanosz és II. Arisztobulosz közötti hatalmi harcba, amelynek következményeként elfoglalta Jeruzsálemet. További hódító terveit azonban Róma – a Földközi-tenger keleti medencéjét célzó – terjeszkedése állította meg. A Római Birodalom i. e. 64-ben hatalma alá vonta a Szeleukida Királyság szíriai maradékát és Júdeát, i. e. 63-ban Pompeius megbízásából az ifjabbik Marcus Aemilius Scaurus visszafoglalta Jeruzsálemet III. Aretasztól, majd megtámadva a nabateusok földjét egészen Petráig nyomult előre. Megkísérelték elfoglalni a várost, de kudarcot vallottak. Aretasz halála után a nabateusok 400 talentum ezüsttel váltották meg területeiket. Róma vazallusává lettek, de belső autonómiájukat és függetlenségüket még közel 200 éven át megőrizték. Petra gazdagodása és fejlődése az 1. század végéig folytatódott; IV. Aretasz (8–40) uralkodása idején épült a Főtemplom (Kaszr Bint el-Faraún – „a fáraó lányának erődje” vagy röviden Kaszr el-Bint – „a lány erődje”) a városközpont legimpozánsabb épülete. Ekkoriban a városnak mintegy 20 000–30 000 lakosa lehetett.

### Hanyatlás

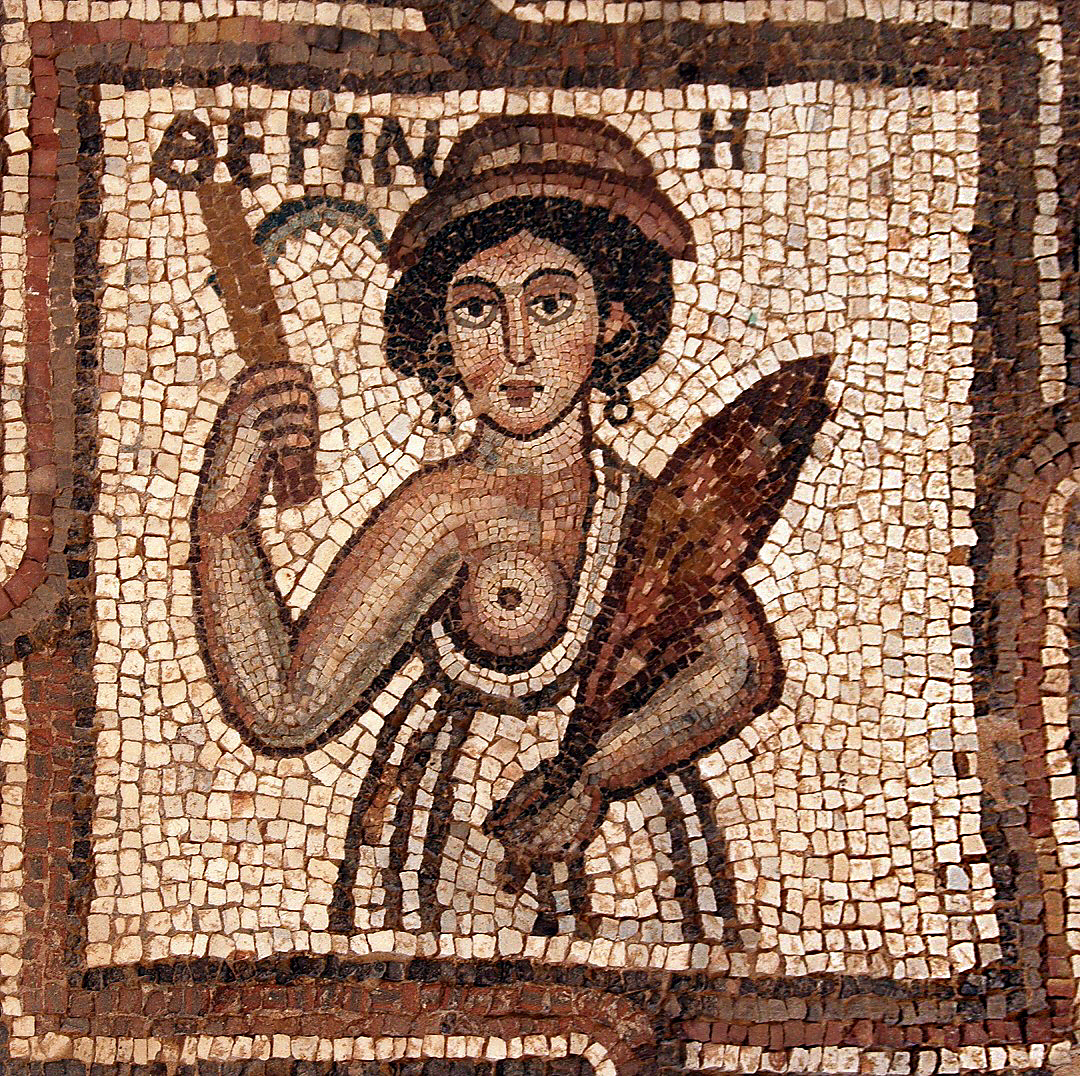
A bizánci templom padlómozaikjának részlete (450-550 körül)

A város lassú hanyatlásának első jelei IV. Aretasz elődje, I. Malikhosz (i. e. 59–30) uralkodása idején mutatkoztak. Ekkor, a római hódítás hatásaként új, Petrától északra eső karavánutak nyíltak meg, és élénkülni kezdett a szárazföldi szállítással szemben alternatívát jelentő tengeri forgalom. Az utolsó nabateus király II. Rabel (70-106) elhagyta Petrát és birodalma északi nagyvárosába, a mai Szíria területén fekvő Bostrába tette át székhelyét, de gazdasági befolyását már nem tudta megerősíteni. 106-ban Traianus császár végleg meghódította a nabateus királyságot és Szíria kormányzója, Cornelius Palma fennhatósága alatt Arabia Petraea néven provinciájává tette. Petra kereskedelmi kapcsolatai leépültek, és az új karavánutak fölötti felügyeletet Palmüra városa vette át (130–270 között). Bár a város korábbi tekintélye megkopott, építészetileg ez idő alatt is fejlődött. Ekkor épült a római színház, az oszlopokkal határolt út – a cradus maximus, diadalívek, új fürdők és nymphaeumok. Egy évszázaddal később, Alexander Severus császársága idején az építkezéseknek vége szakadt, feltételezhetően váratlan katasztrófa, az Újperzsa (Szászánida) Birodalom inváziója hatására.
A város Diocletianus császár uralkodása idején Palaestina salutaris provincia központja lett. Kiteljesedett a kereszténység, a mai „Urna-sírt” templommá alakították, és a város püspöki székhely lett. 395 után a Kelet-római (Bizánci) Birodalomhoz tartozott egészen a 634-es arab hódításig.
A várost körülvevő hegyek és völgyek ma ismert elnevezései is a bizánci időkre vezethetők vissza. A keresztény vallás terjedésekor honosodott meg az a legenda – amelyről az Ószövetség is beszámol –, hogy Kánaán földjének keresése közben Mózes és népe áthaladt Edom területén. Ám a zsidók megjelenését az edomita uralkodók veszélyesnek vélték és megtiltották, hogy megpihenjenek földjükön. Ezért Mózes egy rejtett völgybe vezette őket, forrást fakasztott a sziklából, hogy a fáradt és szomjazó nép felfrissülhessen. Fivére, Áron itt halt meg, és itt temették el a hegy tetején. Így kapta a Petrába vezető déli völgy a Vádi Músza – „Mózes völgye” elnevezést, a várost tápláló forrás a „Mózes-forrás”, és a mai városromok közelében lévő magaslat, ahol Mózes testvérének, Áronnak a sírja állt, a Dzsebel Hárún („Áron hegye”) nevet. Az 1500 méter magas hegyen álló sír fölé a bizánci időkben kis kápolnát építettek, ahonnan szép kilátás nyílik a petrai sziklavölgyre.
Két nagy földrengés pusztította a várost, 363-ban és 551-ben. A 7. századi iszlám terjeszkedés során az arab hódítók 663-ban elűzték a városlakókat, és Petra egykor ragyogó építményeinek jelentős részét lerombolták. A keresztes háborúk idején, 1099 és 1291 között még stratégiai szerepet töltött be, de a Jeruzsálemi Királyság elfoglalása után elnéptelenedett.

### Újrafelfedezés

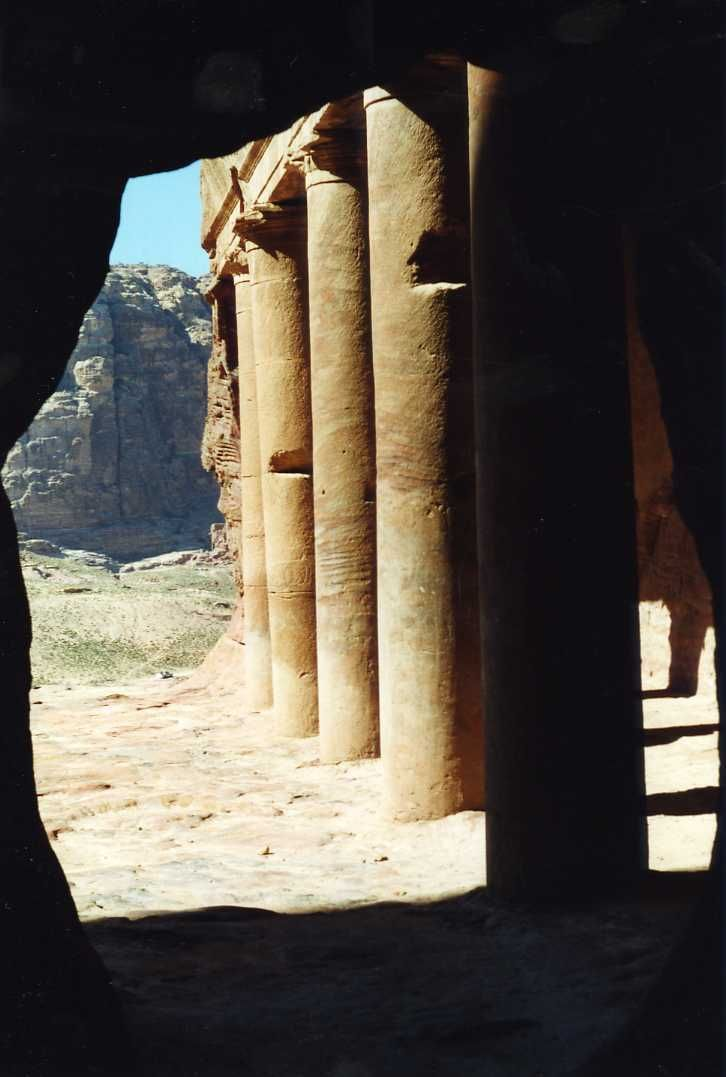
Kitekintés az Urna-sír belsejéből

1517-től 1918-ig az egész Közel-Kelet oszmán fennhatóság alatt állt, és e négyszáz év során az Oszmán Birodalom peremvidéke teljes jelentéktelenségbe süllyedt. A keresztes háborúk után az 1800-as évek elejéig egyetlen európai sem jutott el Petrába. 1812-ben Johann Ludwig Burckhardt svájci felfedező és arabista volt az első, aki a csaknem feledésbe merült várost újra ismertté tette. Több mint 100 évvel később, 1916-ban az első világháború alatt a brit katonai érdekek szolgálatában itt harcoló Arábiai Lawrence (Thomas Edward Lawrence összekötő feladatot teljesített a török uralom ellen fellázadt Fejszál ibn Huszejn sejk mellett) látogatott el ismét Petrába. A bölcsesség hét pillére című, önéletrajzi ihletésű könyvében így ír:
Petra a világ legcsodálatosabb helye,
 csak akkor tudjátok meg, mihez hasonlít,
 ha odamentek és megnézitek
Thomas Edward Lawrence
Petra régészeti feltárása a 20. században, az 1920-as években vette kezdetét. Valamivel később a turisták előtt is megnyílt a lehetőség a romváros látogatására.

#### Régészeti feltárása
Miután Burckhardt feljegyzései Európa-szerte elterjedtek, a 19. század során mind több utazó, kalandor, felfedező és kutató jutott el Petrába. A város tudományos feltárása 1907-ben vette kezdetét, amikor Alois Musil osztrák-cseh orientalista a várost leíró első kutatási eredményeit Arabia Petraea címen publikálta. Az 1920-as években Rudolf Ernst Brünnow és Alfred von Domaszewski régészek munkája nyomán készült el a lelőhely első térképe.
Az első ásatások 1929-ben kezdődtek, majd 1935-37 között és 1954-ben folytak nagyobb lélegzetű feltárási munkálatok. 1958-ban a British School of Archaeology angol kutatói kezdték meg a városközpont feltárását. Ekkortól gyakorlatilag állandósult a kutatók jelenléte Petrában. 1993 és 2002 között újabb ásatási hullám vette kezdetét: ekkor a Jordániai Régészeti Hivatal felkérésére a Providence-beli (Rhode Island, Amerikai Egyesült Államok) Brown University amerikai régészei tárták fel a Főtemplom (Kaszr el-Bint) maradványait, a díszkaput, valamint a szent kerület (temenosz) romjainak jelentős részét. Összességében a város mintegy 12 négyzetkilométeres területének egy százaléka tekinthető feltártnak.

#### Idegenforgalma
Petra a Közel-Kelet kedvelt turistalátványossága. A modern turizmus az 1930-as években kezdődött, ekkoriban épültek az első szállodák, néhány éppen a romvárosban, közvetlenül a római színház mellett. (Ezeket a városképet romboló épületeket azóta visszabontották.)
Petra hatékonyabb turisztikai hasznosítása érdekében 1968 és 1985 között a jordán kormány kiköltöztette a területről a B’dúl beduintörzs lakóit, akik Petra árnyas sziklaüregeit lakásként használták. Ma e törzs tagjai a Vádi Músza falvaiban élnek; nagy részük éppen Petrában dolgozik idegenvezetőként.
Az 1979-től – az előző évben a Camp David-i egyezmény keretei között megkötött egyiptomi–izraeli békeegyezmény hatására – jelentősen megnövekedett a napi látogató-turisták száma, akik egyiptomi (az Akabai-öbölbeli) pihenőprogramjaikat kiegészítették egy egynapos petrai városnézéssel. A város csodáit látni vágyók számát tovább növelte, hogy a romváros 1985. december 6-án kulturális világörökségi státuszt kapott. 1989 után újabb hatalmas turistaáradat érte el Petrát, Steven Spielberg nagy sikerű kalandfilmsorozatának harmadik, Indiana Jones és az utolsó kereszteslovag című epizódja hatására, amelynek zárófejezeteit a Szik szurdokban és a Haszné al-Faraúnban („Fáraó kincstára”) forgatták. A film megsokszorozta Petra ismertségét Amerika- és Európaszerte. Az 1980-as évek végén a Petra felé vezető úton, a Szik bejárata előtt egy látogatóközpontot létesítettek, és sorra épültek a modern szálláshelyek, részben luxusszállodák Petra közelében. A jordán Turisztikai Hivatal azt remélte, hogy a látogatóközpont felkelti a térségben hosszabban időző külföldiek figyelmét is, ám először egy újabb látogató-turista hullám következett – az 1994-ben megkötött jordán-izraeli békeegyezmény hatására – ez alkalommal Izrael irányából. A II. intifáda (2000) előtt a petrai látogatók 57%-a Izrael és Ciszjordánia irányából érkezett. A rekordév 2000 volt, amikor kereken egymillió turista kereste fel Petrát.
Az izraeli-palesztin válság elmélyülése és a 2001. szeptember 11-ei terrortámadás drasztikus visszaesést hoztak Jordánia és Petra idegenforgalmában. Bár a 2005. november 9-ei Akabai-öbölbeli öngyilkos merénylet után Jordánia továbbra is viszonylag biztonságos és békés célország maradt, a korábbi látogatói kedv mindmáig nem tért vissza.
A jordániai turizmus élénkítése érdekében 2006-ban egy építészcsoport munkája nyomán megújult a látogatócentrum arculata és új, kedvező árú üdülési programcsomagok kínálatával hívogatják vissza a látogatókat. Jelentős előrelépés, hogy 2006 októbere és novembere során 59 000 turista kereste fel az országot.
2007. július 7-én Petrát a A világ hét új csodája közé választották.

## Vallási élete
A nabateusok többistenhívők voltak; az arab területek iszlám előtti isteneit és istennőit tisztelték, továbbá néhány istenné nyilvánított uralkodójukat.
A „Kolostor” (ed-Dejr) romjainak falán talált feliratok tanúsága szerint I. Obodasz nabateus királyt népe halála után istenné avatta és tiszteletére építette meg az i. e. 1. században (?) ezt az impozáns sírtemplomot.
Főistenük Dusára, a „hegyek ura”, napisten volt, akinek hatalmát al-Uzza, Allát és al-Manát istennők – szépség és termékenység, erő és tudás, szenvedély és viszály istennői – , az ún. szent hattyúk szentháromsága egészítette ki. Dusára istent egy hatalmas fekete kőkocka formájú bálványként tisztelték – neve Kaabuna –, mivel a monda szerint az isten a sziklából született. Sztrabón történelmi feljegyzései szerint a nabateusok otthonaikban házioltárokat emeltek és minden nap tömjén- és italáldozattal hódoltak neki. Philip Hammond régész elemzése szerint: „Dusára, Sára (hegyek) Ura (dzu), a természet szimbóluma, amely alatt érthették a hegyeket vagy a fényt, illetve a napot is”. Hagyományaik szerint a nabateusok szimbolikus formákkal ábrázolták isteneiket: egy kőkocka, vagy absztrakt formájú szikla, amely egy sematikus orr vagy szem formáját utánozta. A hellenizáció során isteneik görög-római mintára figuratív formát öltöttek és Dusárát Zeusszal, al-Uzzát Aphrodité–Venusszal, Allátot Athéné-Minervával, al-Manátot Nemeszisszel azonosították.
A kereszténység a 4. században teljesedett ki, amikor Alexandriai Athanasius püspöki székhellyé tette az egykor virágzó kereskedővárost. Az „Urna-sírban” talált felirattöredék – „a legszentebb Iaszón püspök idején”… (447) – alapján a régészek feltételezik, hogy néhány sziklasírt templomként használtak. A kereszténységet 629 és 632 között egész Észak-Arábiában, így Petrában is az iszlám hódítás söpörte el. Az első keresztes háború után Petra I. Balduin uralma alatt állt, a Jeruzsálemi Királyság részeként az al-Karak erődhöz tartozó második bárói hűbérbirtok része volt. 1189-ig a frankok kezében volt, majd Szaladin egyiptomi szultán győzelmével ismét iszlám fennhatóság alá került.

## Látnivalók
A Vádi Músza („Mózes völgye”) varázslatos természeti környezete és az emberi kéz alkotásai harmonikusan olvadnak össze. A Biblia szerint Mózes itt fakasztott vizet a sziklából a szomjazó zsidóknak, akik a Kánaán felé tartottak. A völgy homokkőből épül fel, a sziklában található ásványi anyagok a kőzet felületén kioldódnak és különböző színűre festik. A domináns rózsaszín, vöröses színt a vas, a sárgát a kén, a zöldet a réz, a fehéret az agyag, a szürkét és feketét a magnézium váltja ki. Ott, ahol sziklás völgy kiszélesedik, 34 monumentális és 600 egyszerűbb sírt, továbbá sziklába vájt lakóházakat és oszlopos szabadtéri szentélyeket, áldozati helyeket alakítottak ki. A városban mintegy 800 történelmi emlékmű van. Ezek az építmények nabateus, görög és római stílusjegyeit viselik magukon. A három kultúra stílusjegyei gyakran keverednek, vagy együttesen jelennek meg, néha egyetlen építményen belül is.
A területen nagyon régóta működtek kőbányák, ahol a színesen rétegzett homokköveket fejtették. A nabateusok újítása az volt, hogy a kőfejtés után visszamaradó üregekben kamrákat és homlokzatokat formáltak ki. Így a sziklaépítmények egyszerre szolgáltak építési területként és a szabadon álló épületekhez szükséges kőanyag bányájaként. Néhány félbehagyott sziklavájat alapján rekonstruálható az építés menete. A homlokzatokat felülről kezdték kialakítani. A homokkőbe mélyedéseket vágtak, majd a kőzet természetes rétegződése mentén leválasztották a téglatest alakú kvádereket. A kőtömböket egyszerűen lelökték a mélybe, majd elszállították a felhasználási helyükre. A visszamaradó üregben kifaragták a homlokzatokat, majd bemélyítették a kamrákat, ugyanolyan fentről lefelé haladó módszerrel.
Petra vízellátását csővezetékkel oldották meg, amely a sziklafalakon végigkanyarogva gyűjti a vizet a legmélyebb pontra, a városközpontba. A csövek lejtését úgy alakították ki, hogy körülbelül 80%-ig teljenek meg vízzel, így a nyomás nem repesztette szét a csöveket, és a vízáramlás a lehető leghatékonyabb volt.

### Dzsin sziklák
A petrai utazó a Látogatóközpont (Visitor Center) bejáratától 300 méterre jobbra először „Dzsin sziklák” elnevezésű három óriás-sziklatömböt pillanthatja meg.

### Obeliszk Sír és a Triklinium
A „Dzsin sziklák” után az út bal oldalán található az Obeliszk Sír a Trikliniummal.
Az Obeliszk Sír egy csodálatos emlékmű és egy tökéletes példája a stílusok művészi összehangolásának a kelet és a nyugat között. Az obeliszk nyilvánvalóan egyiptomi hatást mutat; a falmélyedés az obeliszkek között viszont hellenisztikus és római hatásra vall. A Triklinium egy szoba három lócával, melynek célja – nabateusok lévén – a szent ünnepek megünneplése volt, amely minden évben helyet adott a halottak tiszteletére rendezett ünnepségnek.

### Szik
A tektonikus mozgás eredményeként kialakult Szik, vagy más írás szerint Siq szurdokon át vezet az út Petrába. A Szik 1,2 km hosszú és néhol 80-100 méter magas, szélessége mindössze 2-3 méter.

### Kincsesház
A Szik szurdok végénél áll a leghíresebb petrai építmény, a 40 méter magas, 25 méter széles hellenisztikus stílusú Haznet al-Faraún, azaz a „Fáraó kincstára”, impozáns, színpadi díszletre emlékeztető homlokzata. A sziklafalba vájt gigantikus fülkébe illeszkedő kétszintes homlokzatot Alexandriából eredő építészeti elemek, faragványok és frízek díszítik. A falakon görög mitológiai jeleneteket ábrázoló féldomborművek láthatók. Az alsó szint hatoszlopos portikuszát oromzat koronázza. A felső szintet egy szálkőben álló áthidaló gerendára épített kúp alakú tholosz zárja, amelynek tetején egy urna áll, az oldalsó elemek tört oromzatot formáznak. A teljes építmény nagyszerű állapotban maradt fenn, kivéve az urnát, amely szétesett, amikor a beduinok – abban a reményben, hogy megszerezhetik a fáraó elrejtettnek vélt kincsét – rálőttek. A 19. századi festmények alapján a szabadon álló oszlopok egyike valamikor leomlott, amelyet a 20. században állítottak helyre. A hagyomány szerint az épületet III. Ramszesz építette, akinek bányái voltak a környéken. E fáraó azonban az i. e. 12. században élt, míg a Haszné az i. e. 1. század első feléből származik, és IV. Aretasz építtette.
A 2010-es években a Szikhez csatlakozó egyik oldalág lejtése alapján feltették, hogy a Szik aljzata egykor mélyebben lehetett. A feltevés alapján indított ásatás egy teljes szintet tárt fel az eddig ismert építmény alatt, ahol 16 személy csontvázát rejtő sírkamrákat találtak. Ekkor derült ki, hogy IV. Aretasz volt az építtető, az itt eltemetett személyek valószínűleg közeli hozzátartozói, és az eddig ismert felső szint az áldozati helyiség lehetett, ahol a halottkultuszt ápolták.

### A Homlokzatok Utcája
A Haznet al-Faraúnt elhagyva a városközpont felé vezető úton közvetlenül a Színház előtt az út bal oldalán található a „Homlokzatok Utcája”. Ezen a helyen több mint 40 nabateus sír található egymás mellett és felett. A káprázatos oromzatok az asszír építészet jellegzetes elemei. Az első sírban (67-es) a sírkamra szokatlan módon az emeleten található. Az alacsony bejárati folyosó jól mutatja, mennyire föltöltődött a völgy szintje, az évszázadok során az áradások által lemosott törmelékkel.

### Színház
A megkapóan időmarta Színházat a nabateusok (és nem a rómaiak) vájták ki a hegyoldalból 2000 évvel ezelőtt. Építése során sok korábbi sírkamrát és természetes üreget vágtak keresztül. A 45 soros nézőtéren eredetileg 3000 ember fért el. A rómaiak nem sokkal Petra 106-os elfoglalása után helyreállították a színházat. A kibővített nézőtéren a város lakosságának majd 30%-a (kb. 8000 fő) elfért. A 363-as földrengésben a színház súlyosan megrongálódott. Az épület egy részét lebontották és köveit felhasználták a város más részeinek helyreállításához.

### Királysírok
Petra gazdagságát leghatásosabban a sírok sziklába vágott homlokzatainak nagyszerűsége jelképezi. Egymás mellett láthatjuk itt az Asszír Birodalom, a Babiloni és a Római Birodalom építészetének stílusjegyeit. A legpompásabbak közé tartozik a hat Királysír („Uneisu-sír”, Urna-sír”, „Selyem-sír”, „Korinthoszi sír”, „Palota-sír”, „Sextius
Florentinus sírja” ) csoportja, amelyet a színháztól északra eső szikláknál találunk.
Az első királysír – „Uneisu sírja” – a színházzal szemben található. Uneisu II. Safialt királynénak, IV Aretasz feleségének a főminisztere volt.
Az „Urna-sír” bejáratát – amely egy roppant mély, 17 méteres belső térbe vezet – négy viharvert oszlop szegélyezi. A sír előtti tágas udvart mindkét oldalán ötoszlopos kolonnád határolja.
A „Selyem-sír” nevét a homlokzat homokkő anyagát csíkozó vörös, rózsaszín, fehér és szürke színárnyalatok selymes hatása után kapta.
A „Korinthoszi sír” egykor éles metszésű oszlopai mára szinte visszaolvadnak az eredeti sziklafalba.
A „Palota-sír” széles pilaszterekkel tagolt homlokzata egykor három szint magasságú volt és egy római palotához hasonlított. A sírok a 2.–3. századból valók.
Pár száz méterrel arrébb (északkeletre) található „Sextus Florentinus” sírja. Arábia tartomány római kormámyzójának síremléke 126-130 között épült. A kormányzó érdemeit előszámláló felirat máig olvasható a bejárat felett.

### Az egykori városközpont

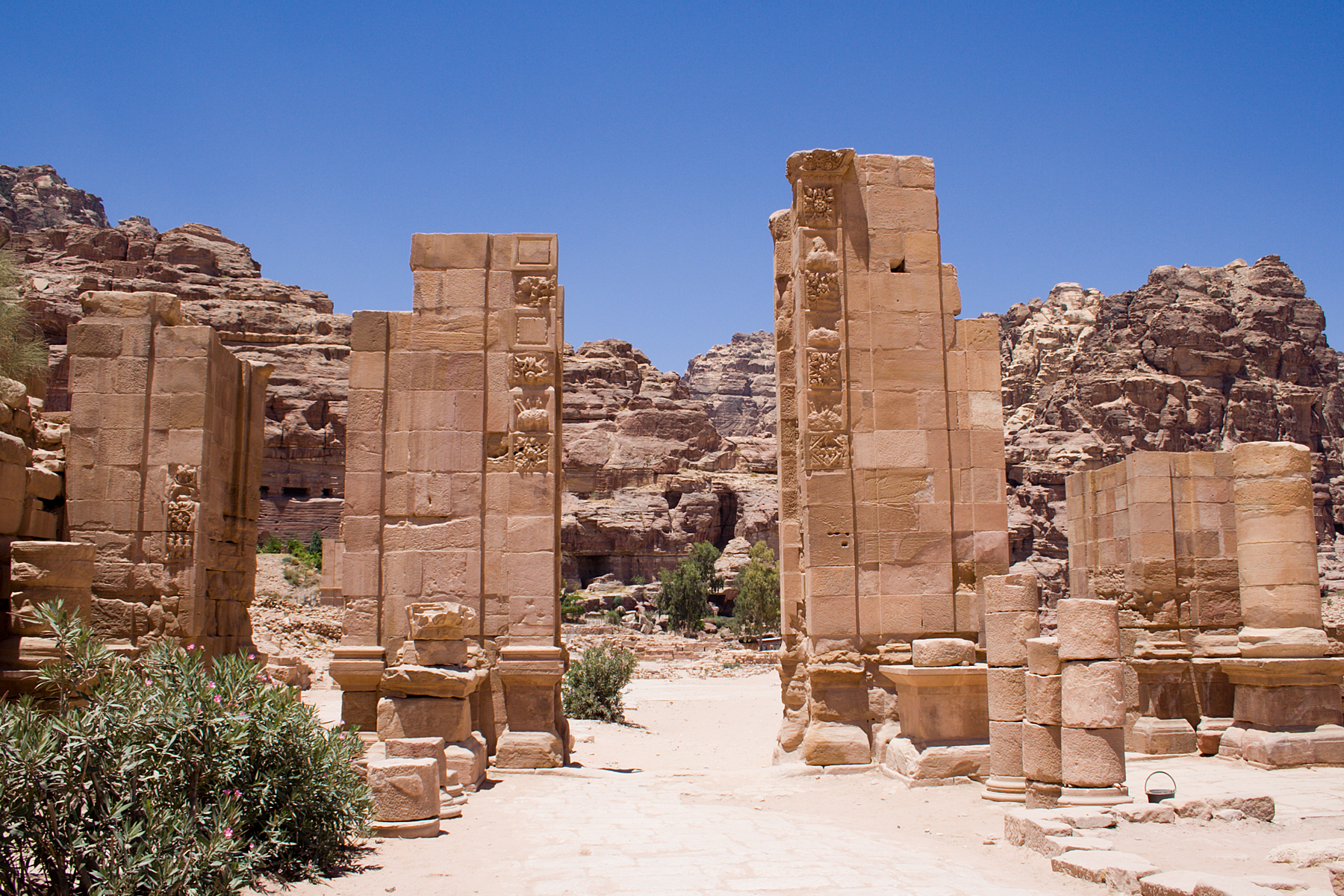
Kapu a szent úton

„Petra nem csupán a nagyszabású sírok városa volt, központjának szűk utcái mentén valaha százával sorakoztak a kicsi, lapos tetejű üzletek és lakóházak. Ezek ugyan rég elporladtak, a régészek mégis meg tudták határozni néhány fontosabb középület helyét.” A város egykori központjának, a szent kerületnek – amelyet eredetileg ajtókkal zártak le – legimpozánsabb épülete Kaszr el-Bint Faraún Főtemplom volt, amelyet a nabateusok főistenei Dusára és al-Uzza tiszteletére emeltek az 1. században. Széles lépcsősor vezetett az előcsarnok márványoszlopaihoz; vakolt, belső falait visszafogott festéssel díszítették. Mai elnevezését („a fáraó lányának erődje”) a beduinoktól kapta.
A templom romjaitól nyugatra kapott helyet a mai múzeum.

### Kolostor – ed-Dejr
Petra központjától északnyugatra, egy domb tetején, ahová a sziklából kifaragott lépcsőn juthatunk fel, emelkedik az úgynevezett „Kolostor” (ed-Dejr), amelynek homlokzata 47 méter széles és 40 méter magas. A „Fáraó kincstáráéra” emlékeztető kétszintes, nyolcoszlopos homlokzata fölött a kupola tetején kis dísztorony magasodik. Az Kr. u. 2. századi épület belső tere egyetlen négyszögletes, teljesen dísztelen helyiségből áll, amelyet egy fülke zár le. Monumentális méreteivel, elszigetelt fekvésével fenségességet és nyugalmat áraszt. Fő nevezetességei a homokkő falak színes csíkjai, amelyek a felületet mintás selyemkelméhez teszik hasonlóvá. Egyes kutatók szerint a 106-ban elhunyt nabateus király, II. Rabbel sírja lehetett, majd a középkorban szerzetesek, később remeték foglalták el. Más tudósok úgy vélik, hogy templom volt, vagy olyan szent hely, ahol a városlakók időről időre összegyűltek valamely istenség, vagy uralkodó tiszteletére. A sziklák külső oldalára épített régi lakóházakat elpusztították a földrengések és az erózió.

## Hivatkozások

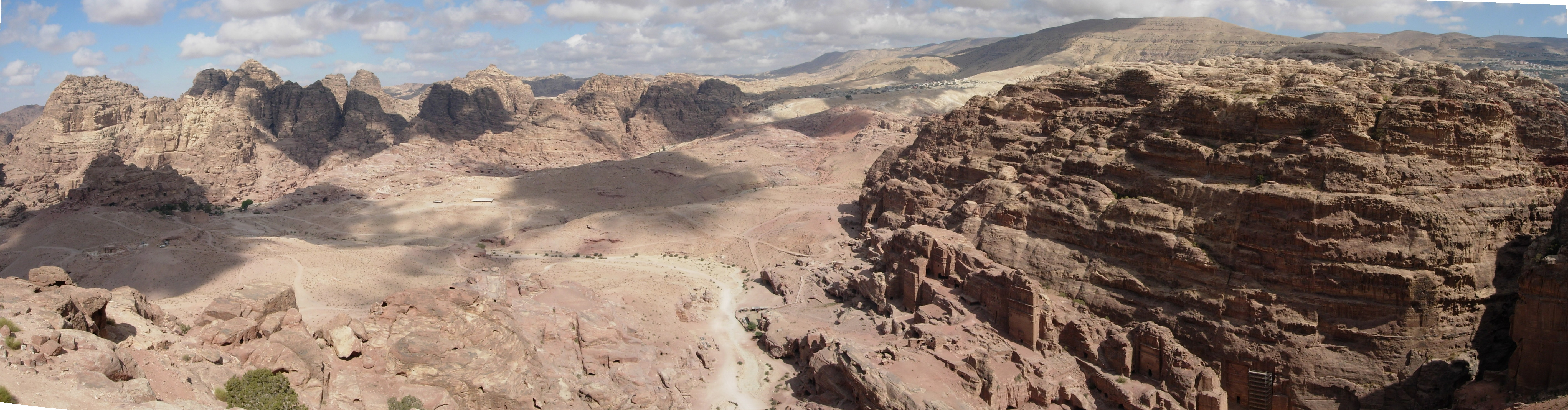
Panorámafelvétel a Petrát övező sziklákról